# Тесудж (Фарс)
Тесу́дж, или Тасу́дж, или Тесу́ч (перс. طسوج‎) — небольшой город на юге Ирана, в провинции Фарс. Входит в состав шахрестана  Шираз. По данным переписи, на 2006 год население составляло 5 814 человек.

## География
Город находится в центральной части Фарса, в горной местности юго-восточного Загроса, на высоте 1 517 метров над уровнем моря.
Тесудж расположен на расстоянии приблизительно 35 километров к юго-юго-востоку (SSE) от Шираза, административного центра провинции и на расстоянии 715 километров к юго-юго-востоку от Тегерана, столицы страны.